# Mitgliederliste der Danz-Schwantes-Gruppe
Diese Liste ist eine Aufstellung der Mitglieder der Widerstandsgruppe Danz-Schwantes. Sie erhebt keinen Anspruch auf Vollständigkeit.
Zu den Gedenkorten geht es hier.
| Name                                            | REF | Gruppe, Partei, Organisation, Netzwerk, Gewerkschaft, Maquis | Geburtsort                             | Geburtsjahr | Sterbejahr | Sterbeort                    | Beruf                                                                  | Anmerkung, Bemerkung, Sonstiges                                                                                | Untergruppe, Betriebszelle    |
| ----------------------------------------------- | --- | ------------------------------------------------------------ | -------------------------------------- | ----------- | ---------- | ---------------------------- | ---------------------------------------------------------------------- | --- | ----------------------------- |
| Hermann Bruse                                   |     | Danz-Schwantes-Gruppe                                        | Hamm/Westfalen                         | 1904        | 1953       | Berlin                       | Maler und Graphiker                                                    | (2. Weltkrieg überlebt)                                                                                        |                               |
| Hermann Danz                                    |     | KPD, Danz-Schwantes-Gruppe, KJVD                             | Niederschelderhütte (Rheinland-Pfalz)  | 1906        | 1945       | Zuchthaus Brandenburg-Görden | Schmied                                                                | (2. Weltkrieg nicht überlebt)                                                                                  |                               |
| Paul Karl Julius Hahn                           |     | Danz-Schwantes-Gruppe, KPD, KAPD                             | Salbke                                 | 1893        | 1960       | Magdeburg                    | Schlosser                                                              | (2. Weltkrieg überlebt)                                                                                        | Friedrich Krupp AG Grusonwerk |
| Eva Lippold                                     |     | Danz-Schwantes-Gruppe                                        | Magdeburg                              | 1909        | 1994       | Zossen                       | Stenotypistin                                                          | (2. Weltkrieg überlebt)                                                                                        |                               |
| Hubert Materlik                                 |     | Danz-Schwantes-Gruppe                                        | Eichenau (bei Oppeln)                  | 1895        | 1944       | Magdeburg                    | Arbeiter                                                               | (2. Weltkrieg nicht überlebt)                                                                                  |                               |
| Friedrich Rödel                                 |     | Danz-Schwantes-Gruppe, SPD, USPD, KPD                        | Witzleshofen (Oberfranken)             | 1904        | 1945       | Zuchthaus Brandenburg-Görden | Redakteur, Metallarbeiter (?), Stadtrat                                | (2. Weltkrieg nicht überlebt)                                                                                  |                               |
| Cläre oder Klara Schellheimer (geborene Ruseck) |     | Danz-Schwantes-Gruppe                                        | Magdeburg                              | 1907        | 1986       |                              | Stenotypistin, Kontoristin, Arbeitsschutzinspektorin, Referatsleiterin | (2. Weltkrieg überlebt)                                                                                        |                               |
| Johann Schellheimer                             |     | Danz-Schwantes-Gruppe                                        | Höchst am Main                         | 1899        | 1945       | Zuchthaus Brandenburg-Görden | Gelegenheitsarbeiter,                                                  | (2. Weltkrieg nicht überlebt, am 9.7.1944 in Magdeburg zusammen mit 27 anderen Widerstandskämpfern verhaftet.) |                               |
| Martin Schwantes                                |     | Danz-Schwantes-Gruppe                                        | Drengfurth bei Rastenburg (Ostpreußen) | 1904        | 1945       | Zuchthaus Brandenburg-Görden | Lehrer, Gelegenheitsarbeiter                                           | (2. Weltkrieg nicht überlebt)                                                                                  |                               |

Bisher 9 Mitglieder von ca. 25–30 Mitgliedern erfasst.